# Mark Morrisroe
Mark Morrisroe (* 10. Januar 1959 in Malden, Massachusetts; † 24. Juli 1989 in Jersey City, New Jersey) war ein amerikanischer Fotokünstler. Seine Fotografien waren bahnbrechend in der Entwicklung der Punk-Szene in Boston in den 1970er Jahren.

## Leben
Nach seiner eigenen Aussage war Morrisroes drogenabhängige Mutter Prostituierte und sein Vater unbekannt. Später spekulierte er, dass sein Vater der Bostoner Serienmörder Albert DeSalvo sei, da er der Vermieter seiner Mutter war. Er verließ sein Zuhause mit 13 Jahren und arbeitete später als Stricher. Ein verärgerter Kunde schoss ihm 1976 eine Kugel in den Rücken, die für den Rest seines Lebens neben der Wirbelsäule steckte.
Morrisroe erhielt 1977 einen Studienplatz an der School of the Museum of Fine Arts in Boston, wo er aber infolge seines Lebensstils (Medikamentensucht, Travestie und Exhibitionismus) störte. Dennoch schloss er die Schule mit Auszeichnung ab.
Von Boston zog Morrisroe 1985 nach Jersey City in die Nähe von New York City und zeigte erste Ausstellungen. 1986 wurde Morrisroe positiv auf HIV getestet und verstarb 1989 an den Folgen von AIDS.
Die Stiftung F. C. Gundlach besitzt mindestens 30 Arbeiten, die in der Ausstellung HighNoon gezeigt wurden.
Der Nachlass von Mark Morrisroe (Sammlung Ringier) befindet sich im Fotomuseum Winterthur.

## Ausstellungen
- 1982 Marc Morrisrow, Fogg Art Museum, Cambridge, Massachusetts.[3]
- 1997 Mark Morrisroe 1959 bis 1989. Neue Gesellschaft für Bildende Kunst (NGBK), Berlin.
- 2010 Fotomuseum Winterthur, Winterthur
- 2011 Artists Space, New York
- 2012 Mark Morrisroe., Villa Stuck, München[4]

## Gemeinschaftsausstellungen
- 1989–1990 Witnesses: Agains our Vanishing, Artists Space in New York,[5]
- 1998 Emotions & Relations[6], Hamburger Kunsthalle, Hamburg
- 2024 High Noon[7], Nan Goldin, David Armstrong, Mark Morrisroe, Philip-Lorca diCordia, Deichtorhallen, Hamburg

Mark Morrisrow ist hier mit 30 Arbeiten aus der Sammlung F.C. Gundlachs vertreten.